# Contrin
Il contrin è un formaggio di latte vaccino intero tipico di Livinallongo del Col di Lana (alto Cordevole, provincia di Belluno). Prende il nome da una delle frazioni del comune dove viene praticato l'allevamento estensivo dei bovini.
Come gli altri due formaggi della zona, il renaz e il fodom, è prodotto esclusivamente dalla Latteria cooperativa di Livinallongo dal 1983. Viene comunque realizzato mediante metodiche tradizionali ed è stato per questo riconosciuto come P.A.T.

## Descrizione
Le forme di contrin sono cilindriche, con scalzo di 20 cm, diametro di 20 cm e peso di 4 kg.
Il formaggio è a pasta semimorbida molle, di colore variabile a seconda del periodo di produzione (bianco d'inverno e paglierino d'estate). La crosta è ruvida e bianca con venature grigie.
Ha profumo decisamente latteo, leggermente acido, e gusto fragrante e saporito.